# Ernst Falkbeer
Ernst (oder Ernest) Karl Falkbeer (* 27. Juni 1819 in Brünn; † 14. Dezember 1885 in Wien) war ein österreichischer Schachmeister.

## Leben
Ernst Falkbeer kam nach Wien, um Rechtswissenschaften zu studieren, brach aber die Ausbildung ab und wurde Journalist und Mitarbeiter freisinniger ausländischer Zeitungen. Im Revolutionsjahr 1848 musste er aus Wien nach Deutschland flüchten. In Leipzig, Berlin, Dresden und Bremen fand er würdige Schachpartner. Er spielte unter anderem mit Adolf Anderssen und Jean Dufresne.
Im Jahr 1853 konnte er nach Wien zurückkehren, wo er zwei Jahre später die Wiener Schachzeitung gründete. Anschließend ging er nach England und leitete die Schachspalte der Sunday Times in London. In zahlreichen Einzelwettkämpfen, unter anderem gegen Henry Edward Bird und Robert Brien, bewies er seine Meisterstärke. Im Turnier von Birmingham 1858 belegte er den zweiten Platz.
In den Jahren von 1855 bis 1858 zählte Falkbeer, gemessen an der historischen Elo-Zahl, mehrfach zu den fünf besten Spielern der Welt.
Falkbeer leistete auch Beiträge zur Schachtheorie, so führte er das nach ihm benannte Falkbeer-Gegengambit in die Turnierpraxis ein – ein aussichtsreicher Versuch, im Königsgambit als Nachziehender durch ein Bauernopfer die Initiative zu übernehmen und den Gegner einzuengen. Siegbert Tarrasch war der Auffassung, dass damit das Königsgambit widerlegt sei. Diese Einschätzung hat sich jedoch nicht durchgesetzt.